# Discografia dei Madcon
Questa è la discografia del duo norvegese Madcon.

## Album

### Album in studio
| It's All a Madcon                                               | - Primo album in studio - Pubblicazione: 2004 - Etichetta: TBA                                      | — | —  | —  | —  | —   |
| So Dark the Con of Man                                          | - Secondo album in studio - Pubblicazione: 3 Dicembre 2007 - Etichetta: RCA Records                 | 3 | 30 | 11 | 45 | 137 |
| An InCONvenient Truth                                           | - Terzo album in studio - Pubblicazione: 2 Dicembre 2008 - Etichetta: Bonnier Amigo Music Norway AS | 8 | —  | —  | —  | —   |
| Contraband                                                      | - Quarto album in studio - Pubblicazione: 3 Dicembre 2010 - Etichetta: Columbia/Sony Music          | 2 | —  | —  | 77 | —   |
| Contakt                                                         | - Quinto album in studio - Pubblicazione: Giugno 2012 - Etichetta: Cosmos                           | 4 | —  | —  | —  | —   |
| Icon                                                            | - Sesto album in studio - Pubblicazione: 11 Agosto 2013 - Etichetta: Sony Music                     | 1 | —  | —  | 96 | —   |
| "—" = l'album non è entrato nella classifica di quel territorio | |   |    |    |    |     |

### Album di Compilation
| Titolo   | Dettagli                                                                            |
| -------- | ----------------------------------------------------------------------------------- |
| CONquest | - Album di Compilation - Pubblicazione: 2009 - Etichetta: Cosmos/Universal Republic |

## Singoli

### Come artisti principali
| 2000                                                               | "O.C (Oslo City)"                            | —  | —  | —  | —  | —  | —   | —  | —  | —  | —  | —  | — |                                                           |                        |
| 2000                                                               | "God Forgive Me"                             | —  | —  | —  | —  | —  | —   | —  | —  | —  | —  | —  | — |                                                           |                        |
| 2004                                                               | "Doo-Wop"                                    | 11 | —  | —  | —  | —  | —   | —  | —  | —  | —  | —  | — |                                                           | It's All a Madcon      |
| 2004                                                               | "Infidelity" (con Sofian)                    | 18 | —  | —  | —  | —  | —   | —  | —  | —  | —  | —  | — |                                                           | It's All a Madcon      |
| 2008                                                               | "Beggin'"                                    | 1  | 7  | 20 | 1  | —  | 1   | 7  | 8  | 1  | 5  | 5  | 8 | - BPI: Gold - BEA: Gold - BVMI: Gold - SNEP: Gold         | So Dark the Con of Man |
| 2008                                                               | "Back on the Road" (con Paperboys)           | 6  | —  | —  | —  | —  | —   | 66 | —  | —  | —  | —  | — |                                                           | So Dark the Con of Man |
| 2008                                                               | "Liar"                                       | 2  | —  | —  | —  | —  | —   | 65 | —  | —  | —  | —  | — |                                                           | An InCONvenient Truth  |
| 2010                                                               | "Glow"                                       | 1  | 14 | 70 | 75 | 16 | —   | 4  | 12 | 59 | 25 | 70 | — | - BVMI: Platinum - IFPI AUS: Gold - IFPI NOR: 8× Platinum | Contraband             |
| 2010                                                               | "Freaky Like Me" (con Ameerah)               | 1  | 11 | 62 | —  | —  | —   | 9  | —  | —  | 6  | 46 | — | - BVMI: Gold - IFPI AUS: Gold - IFPI NOR: 4× Platinum     | Contraband             |
| 2010                                                               | "Outrun the Sun" (con Maad*Moiselle)         | 11 | 20 | —  | —  | —  | —   | 27 | —  | —  | —  | —  | — |                                                           | Contraband             |
| 2011                                                               | "Helluva Nite" (con Maad*Moiselle / Itchy)   | 10 | —  | —  | —  | —  | —   | 29 | —  | —  | —  | —  | — |                                                           | Contraband             |
| 2012                                                               | "Kjører på" (con Timbuktu)                   | 14 | —  | —  | —  | —  | —   | —  | —  | —  | —  | —  | — |                                                           | Contakt                |
| 2012                                                               | "Fest på Smedstad vest" (con Tina & Bettina) | 12 | —  | —  | —  | —  | —   | —  | —  | —  | —  | —  | — |                                                           | Contakt                |
| 2013                                                               | "In My Head"                                 | 2  | —  | —  | —  | —  | —   | —  | —  | —  | —  | —  | — | - IFPI NOR: 2× Platinum                                   | Icon                   |
| 2013                                                               | "One Life" (con Kelly Rowland)               | 11 | 9  | 57 | 65 | —  | —   | 6  | —  | —  | 37 | —  | — | - BVMI: Gold - IFPI NOR: 2× Platinum                      | Icon                   |
| 2013                                                               | "The Signal"                                 | —  | —  | —  | —  | —  | —   | 54 | —  | —  | —  | —  | — |                                                           | Icon                   |
| 2013                                                               | "Say Yeah"                                   | —  | —  | —  | —  | —  | —   | —  | —  | —  | —  | —  | — |                                                           | Icon                   |
| 2015                                                               | "Don't Worry" (con Ray Dalton)               | 4  | 2  | 48 | 74 | 5  | 111 | 3  | —  | 16 | 8  | —  | 6 |                                                           |                        |
| "—" = il singolo non è entrato nella classifica di quel territorio |                                              |    |    |    |    |    |     |    |    |    |    |    |   |                                                           |                        |

### Come artisti ospiti
| 2002                                                               | "Barcelona" (Paperboys featuring Madcon)           | 7 | Paperboys' album No Cure For Life  |
| 2009                                                               | "Keep Talking" (Tommy Tee featuring Madcon & Alee) | — |                                    |
| 2011                                                               | "TAG" (Lazee featuring Madcon & Julimar)           | — |                                    |
| 2012                                                               | "Sunrise" (Alexandra Joner featuring Madcon)       | 8 |                                    |
| 2012                                                               | "How Far" (Daco Junior featuring Madcon)           | — | Daco Junior's album Heartbeat Solo |
| "—" = il singolo non è entrato nella classifica di quel territorio |                                                    |   |                                    |